# اليمامة (الرقة)
اليمامة قرية سورية تتبع ناحية مركز الرقة في منطقة مركز الرقة في محافظة الرقة. بلغ عدد سكانها 1408 نسمة في عام 2004 حسب إحصاء المكتب المركزي للإحصاء.